# Księży Las (gmina Zbrosławice)
Księży Las (slezsky Ksiondslas, německy Xiondslas, Herzogshain, česky Kněžský Las) je starostenská vesnice v gmině Zbrosławice v okrese Tarnovské Hory ve Slezském vojvodství.
V letech 1975–1998 patřila pod administrativu Katovického vojvodství.
V letech 1936–1945 byla vesnice v rámci germanizace přejmenována na Herzogshain.

## Historie
Počátky vzniku vesnice se datují do roku 1302. Ve 14. století dal papež Bonifác VIII. vesnici pod správu cisterciáků z Jelemnice. V roce 1447 existoval farní kostel. V roce 1499 byl postaven dřevěný kostel svatého Michaela archanděla.

## Počet obyvatel
V roce 2011 v Księży Lasu žilo 447 obyvatel (222 mužů a 225 žen). Rozloha 906 ha

## Transport
Vesnicí vede silnice Wiejska

## Turistika
Vesnicí prochází
 turistická trasa Via Regia Droga sv. Jakuba Stezka dřevěné architektury Slezského vojvodství

## Pamětihodnosti
- dřevěný kostel svatého Michaela archanděla z roku 1499, který je součástí Stezky dřevěné architektury Slezského vojvodství
- Farní škola z roku 1880[5]